# Distretto di Dorbor
Il distretto di Dorbor è un distretto della Liberia facente parte della contea di Grand Kru.